# LKJ in Dub
《LKJ in Dub》은 덥 시인 린턴 퀘시 존슨의 음반으로 1980년 아일랜드 레코드를 통해 발매되었다. 데니스 보벨(크레딧에는 블랙베어드(Blackbeard)라고 표기됨)이 프로듀싱하였다. 《Forces of Victory》와 《Bass Culture》의 노래 일부를 덥 버전으로 만든 음반이다.

## 반응
| 전문가 평가                       | 전문가 평가 |
| 평가 점수                         | 평가 점수   |
| 출처                              | 점수        |
| --------------------------------- | ----------- |
| AllMusic                          | [ 2 ]       |
| The Encyclopedia of Popular Music | [ 3 ]       |
| The Rolling Stone Album Guide     | [ 4 ]       |
| Spin Alternative Record Guide     | 5/10        |

트라우저 프레스는 "덥 테크닉의 흥미롭고 성공적인 예시"라고 호평하였다. 뉴욕 타임스는 당시 비슷한 시기에 발매된 보벨의 《I Wah Dub》과 비교하며 《LKJ in Dub》을 "덜 기믹적이고, 더욱 감정적으로 안정된 작품"이라고 언급했다. 하지 보스턴 글로브는 일부 멋진 그루브가 존재하긴 하지만, 음반을 추천하기는 어렵다고 평했다.

## 트랙 리스트
모든 곡은 린턴 퀘시 존슨이 작사 및 작곡하였다.
1. "Victorious Dub" – 3:32
2. "Reality [dub]" – 2:45
3. "Peach Dub" – 3:48
4. "Shocking [dub]" – 4:45
5. "Iron Bar Dub" – 3:42
6. "Bitch Dub" – 4:35
7. "Cultural Dub" – 3:27
8. "Brain Smashing Dub" – 3:27

## 크레딧
- 플로이드 로슨, 비비언 웨더스 - 베이스 기타
- 윈스턴 커니프 - 드럼
- 로이드 "자 버니" 도널드슨 - 드럼, 퍼커션
- 존 크피아예 - 기타
- 줄리오 핀 - 하모니카
- 데니스 보벨, 웹스터 존슨 - 키보드
- 클린턴 베일리, 에버럴드 포레스트 - 퍼커션
- 제임스 댄튼 - 알토 색소폰
- 리코 - 트롬본
- 딕 커셀, 헨리 "버튼스" 테녜이 - 트럼펫, 플루겔호른

기술
- 데니스 보벨 - 믹싱
- 데니스 모리스 - 커버 디자인